# Dureza Rockwell superficial
O ensaio Rockwell superficial é uma maneira de obter diretamente a dureza da superfície, através da diferença entre a profundidade de penetração resultante da aplicação de uma pequena carga, seguida por outra de maior intensidade.

## Ensaio
Para estes ensaios, é aplicada uma pré-carga de 3 kgf e as cargas principais são 15, 30 ou 45 kgf. Estas escalas são identificadas por um 15, 30 ou 45 (dependendo da carga), seguido por N, T, W, X ou Y, de acordo com o penetrador.
| Símbolo | Penetrador       | Carga Principal (kgf) |
| 15N     | Cone de Diamante | 15                    |
| 30N     | Cone de Diamante | 30                    |
| 45N     | Cone de Diamante | 45                    |
| 15T     | Esfera de 1/16"  | 15                    |
| 30T     | Esfera de 1/16"  | 30                    |
| 45T     | Esfera de 1/16"  | 45                    |
| 15W     | Esfera de 1/8"   | 15                    |
| 30W     | Esfera de 1/8"   | 30                    |
| 45W     | Esfera de 1/8"   | 45                    |

Quando especificar Rockwell e Rockwell Superficial, o índice de dureza e o símbolo da escala devem ser indicados. Por exemplo, 60 HR30W representa uma dureza Rockwell Superficial de 60 na escala 30W.